# Catedral de Palermo
La catedral de Palermo se sitúa en la ciudad homónima en Sicilia (Italia). De fuerte estilo oriental debido principalmente a su patio interior lleno de palmeras.
Primeramente fue una basílica bizantina, sobre la que, en 1185, el arzobispo de Palermo mandó levantar un templo de planta basílical con tres ábsides. El obispo quería competir con la belleza y poder de la Catedral de Monreale. La catedral palermitana se ha ido reformando a lo largo del tiempo, con espléndidas mejoras, como el pórtico de 3 arcos, de influencia aragonesa.

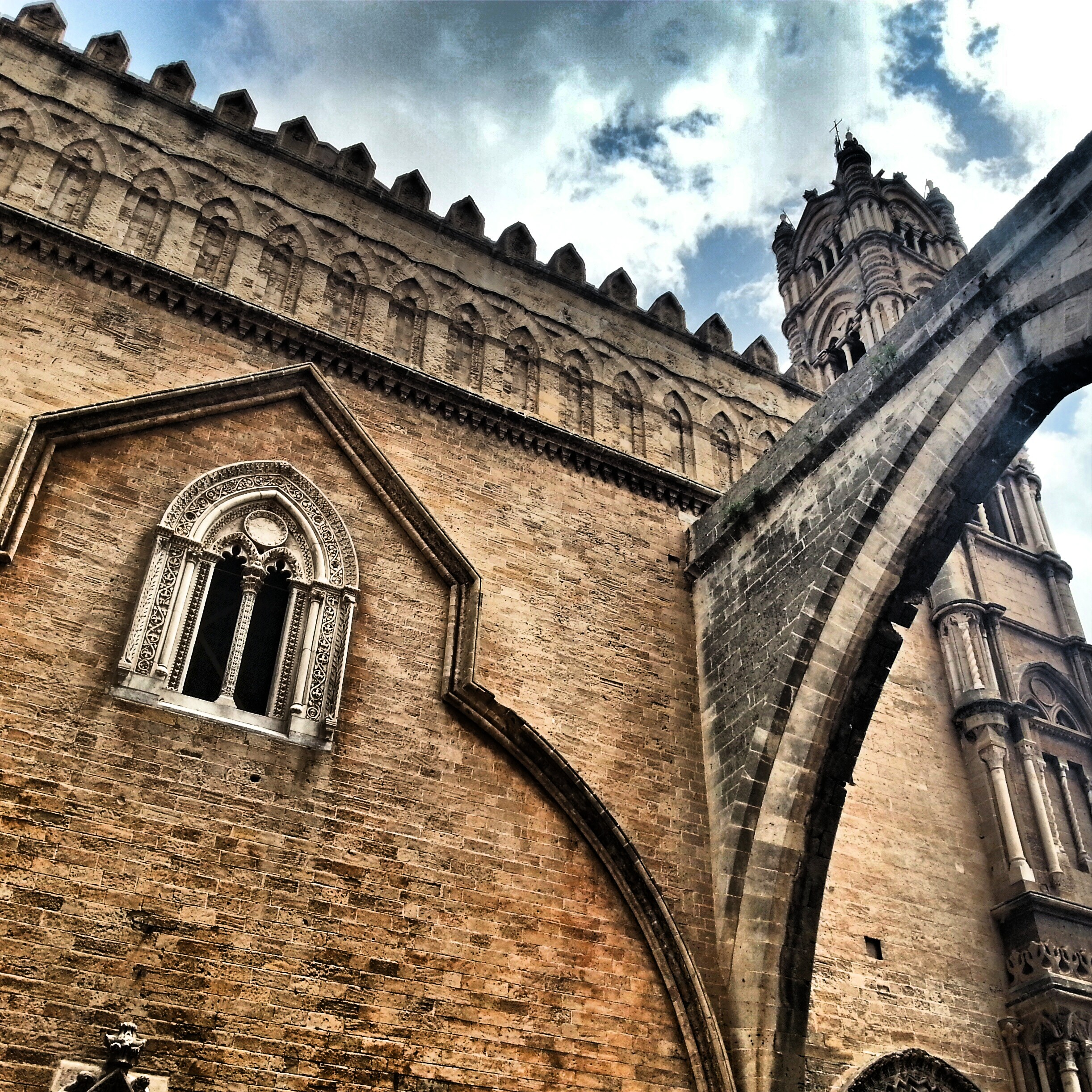
Foto scattata dal museo Diocesano

Tiene planta de cruz latina, con tres naves divididas por columnas. En el interior hay múltiples capillas, entre las que destacan la del Sacramento, por estar decorada con piedras preciosas y lapislázuli y la de Santa Rosalía, donde se encuentra la talla de la patrona de Palermo.
En julio de 2015, el conjunto «Palermo árabe-normando y las catedrales de Cefalú y Monreale» fue incluido en la lista del patrimonio de la Humanidad por la Unesco. La catedral de Palermo es uno de los nueve bienes individuales que comprende la declaración (con el ID 1487-005).